# Connellsville
Connellsville ist eine City im US-Bundesstaat Pennsylvania. Das U.S. Census Bureau hat bei der Volkszählung 2020 eine Einwohnerzahl von 7031 ermittelt.

## Geografische Lage
Die Gemeinde gehört zum Fayette County. Am Ufer des Youghiogheny River gelegen, befindet sie sich am Nordende des Chestnut Ridge, ca. 90 Kilometer südöstlich von Pittsburgh.

## Verkehr

### Eisenbahn
Bekannt wurde Connellsville ab der zweiten Hälfte des 19. Jahrhunderts als Eisenbahnknoten diverser Strecken von zeitweise fünf Bahngesellschaften. Die Hauptstrecke der Baltimore and Ohio Railroad (B&O) aus Cumberland nach Pittsburgh kreuzt den Ort von Südosten nach Nordwesten auf der Nordseite des Youghiogheny River. Eine weitere B&O-Strecke führte von Connellsville Richtung Südwesten nach Clarksburg. Auf der Südseite des Youghiogheny Rivers erreichte von Osten kommend seit 1912 eine Strecke der Western Maryland Railway (WMR) Connellsville. Von dort führte am Südufer des Youghiogheny Rivers die Hauptstrecke der Pittsburgh, McKeesport & Youghiogheny Railroad, eines Betriebsteils der Pittsburgh and Lake Erie Railroad (P&LE), weiter nach Westen. Auch die 1931 fertiggestellte Hauptstrecke der Pittsburgh and West Virginia Railway (P&WV) verband generell Connellsville mit weiter westlich gelegenen Zielen, verließ das Ortsgebiet aber nach Norden und schwenkte erst einige Kilometer nördlich nach Westen. Schließlich führte eine Nebenstrecke der Pennsylvania Railroad von Greensburg nach Fairchance und Uniontown in Nord-Süd-Richtung durch den Ort.
Der Rückgang der Kohleförderung in der Region, die Schließung verarbeitender Industrien und die Konsolidierung der Western Maryland Railway mit der parallel verlaufenden B&O – wodurch bisher von der WMR übernommene Frachten auf der P&LE und P&WV entfielen – führten zur Stilllegung vieler dieser Bahnstrecken. 2020 sind im Wesentlichen die heute durch CSX Transportation betriebene B&O-Hauptstrecke sowie die nun durch die Wheeling and Lake Erie Railway betriebene Strecke der P&WV aktiv. Zudem betreibt die Southwest Pennsylvania Railroad Teile der früheren PRR-Nebenbahn, quert Connellsville allerdings mittels Trackage Rights auf der CSX-Strecke.
Zusätzlich war Connellsville vom Anfang des 20. Jahrhunderts bis 1952 ein Knotenpunkt der mit Breitspurweite von 1588 mm ausgeführten Interurban West Penn Railways und Firmensitz der Betreibergesellschaft.
1903 kam es westlich des Orts zum Eisenbahnunfall von Connellsville. In Connellsville waren ab 1914 einige Mallet-Dampflokomotiven der legendären Baureihe H8 der Western Maryland Railway stationiert.

### Autobahn
Connellsville liegt direkt an der Route 119, die von Greensburg aus südwestwärts durch West Virginia bis nach Pineville in Kentucky führt.

## Söhne und Töchter der Stadt
- Adam W. Snyder (1799–1842), Politiker
- Joshua Mathiot (1800–1849), Politiker
- Joseph Showalter Smith (1824–1884), Politiker
- John Frank Boyd (1853–1945), Politiker
- Edwin S. Porter (1870–1941), Filmpionier
- Alexander Johnston Barron (1880–1982), Anwalt
- Matt McHugh (1894–1971), Schauspieler
- John Woodruff (1915–2007), Mittelstreckenläufer
- Thomas C. Moser (1923–2016), Literaturwissenschaftler
- Johnny Lujack (1925–2023), American-Football-Spieler
- Harold Betters (1928–2020), Jazzmusiker
- Tamora Pierce (* 1954), Schriftstellerin